# Jeroen Holtrop
Jeroen Holtrop (Rotterdam, 4 april 1991) is een Nederlandse journalist, presentator en youtuber.
Holtrop is zijn werkzame leven begonnen bij Omroep West. Hij presenteerde programma's en deed dit naast zijn studie creative business aan Hogeschool Inholland. Hierna was hij als verslaggever te zien bij de omroep PowNed op NPO 3.
In 2016 begon hij met uploaden van video's op zijn eigen YouTubekanaal Jeroen & Co. Inmiddels heet het kanaal Goeie Gesprekken en kent het 230 duizend abonnees (maart 2022). In 2016 stond hij tussen de Jonge 100 van Lenovo, een lijst met 100 veelbelovende Nederlandse jongeren.
Sinds 2019 is Holtrop presentator bij De Telegraaf. Hier presenteert hij op straat en vanuit de studio. In 2019 werd hij met een video voor het YouTubekanaal van De Telegraaf genomineerd voor een Hashtag Award in de categorie Beste nieuwsvideo. In de video, genaamd Mobicep pakt lachgaskoning Deniz aan, spreekt Holtrop met toenmalig lachgashandelaar Deniz Üresin en influencer Mohamed Lemhadi (Mo Bicep) onder andere over het gebruik van lachgas en de mogelijke schadelijke gevolgen ervan.